# Termitoxenia parvicaliculorum
Termitoxenia parvicaliculorum är en tvåvingeart som beskrevs av Ronald Henry Lambert Disney 1996. Termitoxenia parvicaliculorum ingår i släktet Termitoxenia och familjen puckelflugor.
Artens utbredningsområde är Botswana. Inga underarter finns listade i Catalogue of Life.